# Alano
L'alano tedesco (Deutsche Dogge in lingua tedesca), talora chiamato anche danese o gran danese, è una razza canina molossoide (tipo Dogue) di taglia gigante ritenuta tradizionalmente aristocratica ed elegante. È inoltre dotato di un'ottima capacità di apprendimento ed intelligenza.
Molosso nei tratti del muso e nella struttura ossea imponente, si differenzia dalle altre razze molosse per l'altezza e la struttura slanciata. Il suo muso, a differenza del classico muso molosside, è dolicocefalo; quindi, con testa stretta e rettangolare, labbro abbondante e pendente, stop marcato ma non eccessivo e orecchie larghe di forma triangolare e ricadenti, fino a qualche anno fa amputate in modo che venissero portate dritte e appuntite (conchectomia) operazione oggi vietata in tutta Europa in osservanza della Convenzione europea per la protezione degli animali da compagnia. I membri di questa razza sono in genere apprezzati come efficienti cani da guardia e non di rado da caccia, ma sono principalmente apprezzati come cani da compagnia, per la loro innata sensibilità e totale mancanza di aggressività. Gli alani sono, insieme ai levrieri irlandesi,  le razze canine più alte; nel 2010 un cane di questa razza venne proclamato il cane più alto del mondo con ben 109 cm di altezza al garrese.

## Origini

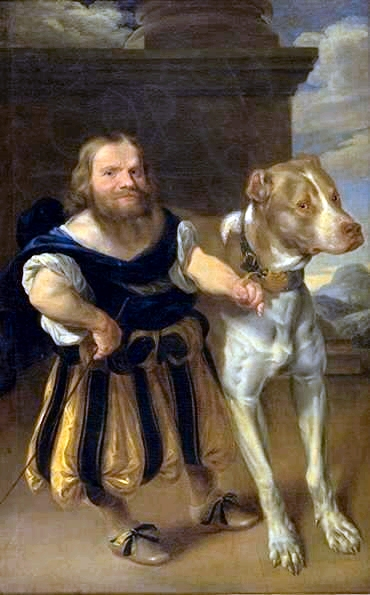
L'alano Raro, Danimarca, 1655

In molti paesi viene chiamato great dane o "danese"; nulla di più sbagliato, dal momento che l'alano è originariamente di nazionalità tedesca. L'equivoco nasce da una tavola disegnata dal naturalista francese George Buffon, che denominò appunto questo cane come Grand Danois (alcuni ritengono che l'errore fu causato dalla grande diffusione che la razza ebbe in Danimarca). La nazionalità tedesca della razza venne codificata in un primo momento nel 1878 a Berlino, quando un gruppo di allevatori decise di catalogare sotto il nome di Deutsche Dogge (Mastino Tedesco) diversi gruppi di cani dalle caratteristiche molto simili provenienti dalla regione sud occidentale della Germania, e successivamente nel 1880, quando fu redatto il primo standard, e nel 1888 quando venne fondato il Deutsche Doggen Club.
Il nome "Alano" usato in Italia venne adottato ufficialmente nel 1920: si ritiene infatti che i Deutsche Dogge discendano dagli Alaunt, cani giunti in Europa probabilmente nel IV secolo al seguito dei barbari Alani. I cani alaunt non persero questa loro vocazione belligerante fino al tardo Medioevo, quando ne fu evidenziata la grande attitudine alla caccia. Divennero così cani da caccia agli animali selvatici, specialmente al cinghiale (per questo erano chiamati saupacker, cacciatori di cinghiali), ma anche al cervo e all'orso. Cacciavano quasi sempre in muta, con le orecchie tagliate per evitare di venire feriti dalla preda afferrata con le potenti mascelle, non per ucciderla ma per trattenerla in attesa dei cacciatori. Poiché la tecnica di caccia consisteva nell'inseguimento al fine di stancare la preda, alcuni studiosi sostengono che, per associare alla resistenza una maggiore velocità, l'alano sia stato incrociato con il levriero. Il suo essere stato cane da guerra, lo faceva eccellere, oltre che nel combattimento e nella lotta, anche come difensore del padrone, attento custode degli interni dei castelli e delle case dei nobili. Le sue qualità di guardiano, protrattesi fino ai giorni nostri, presero rapidamente il sopravvento sia perché, anche per il suo pelo corto, preferiva il calore del focolare al freddo inverno mitteleuropeo, sia per il suo aspetto particolarmente nobile ed elegante che, dal Rinascimento in poi, lo fece diventare il cane di moda della nobiltà europea, che lo voleva accanto a sé nelle proprie case.
L'alano è stato incrociato con levrieri tedeschi e il vecchio mastino tedesco dandogli il fisico da levriero e il muso da mastino.

## Lo standard Enci
Il nuovo standard è in vigore dal 2001 e mantiene sostanzialmente le stesse indicazioni dello standard precedente tranne che per la nuova disposizione in merito alle orecchie che dovranno essere "naturalmente ricadenti" e dunque non potranno più essere tagliate.
Il secondo inserimento nello standard ufficiale riguarda il mantello Platten Larghe pezzature nere su mantello bianco, che verranno giudicati insieme ai neri e ai tigrati

## Altezza e peso
L'altezza al garrese dell'alano deve partire da un minimo di 80 cm per i maschi e da un minimo di 72 cm per le femmine. Il peso forma dovrebbe mantenersi tra i 70/90 kg nei maschi e tra i 60/80 kg nelle femmine, ovviamente è fondamentale che il suo rapporto con la statura sia proporzionalmente corretto. Sono cani pesanti, infatti alcuni esemplari posso raggiungere anche i 90 kg.
I maschi possono superare i 100 cm.

## Colori del mantello

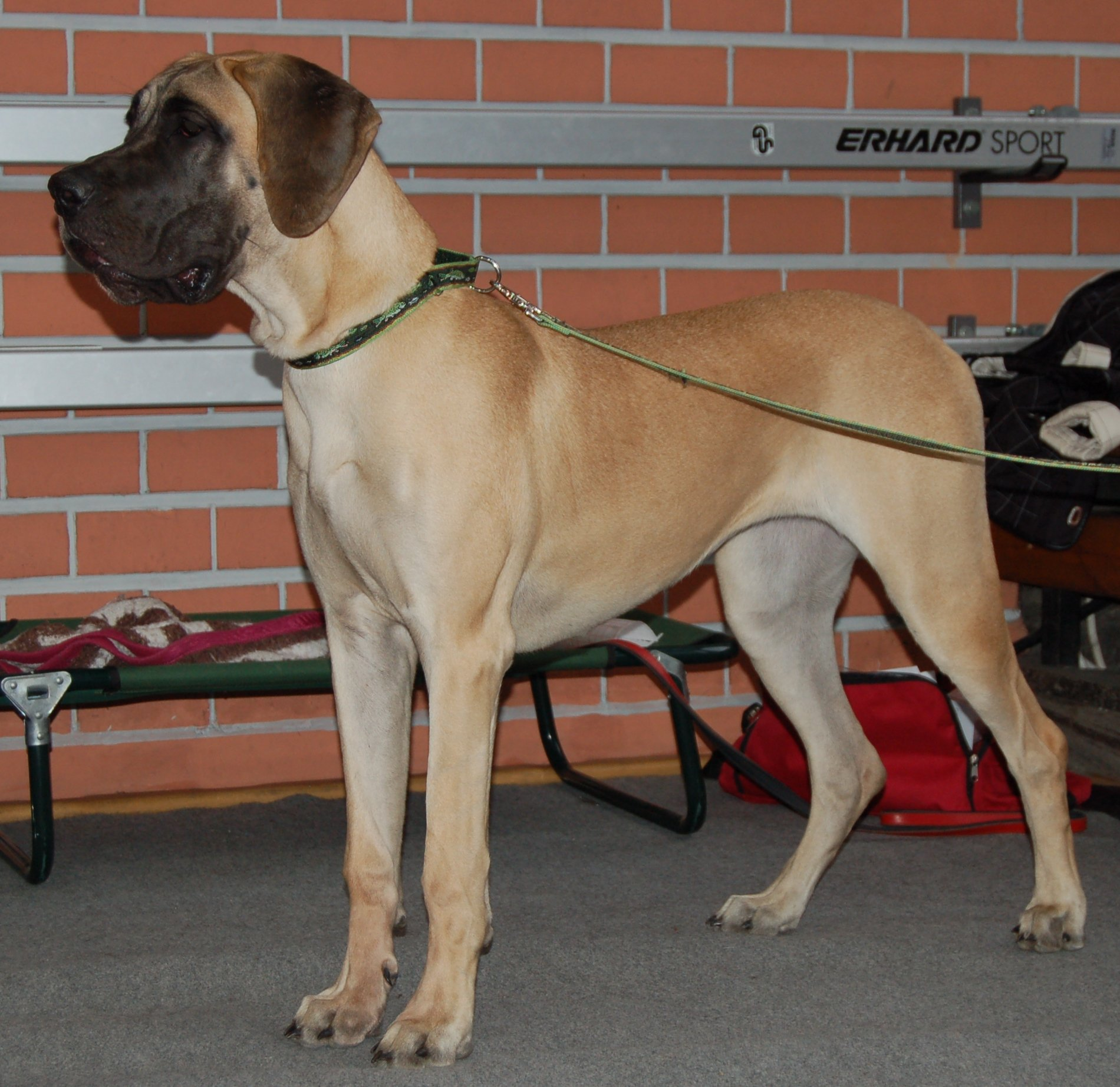
Alano dal mantello fulvo

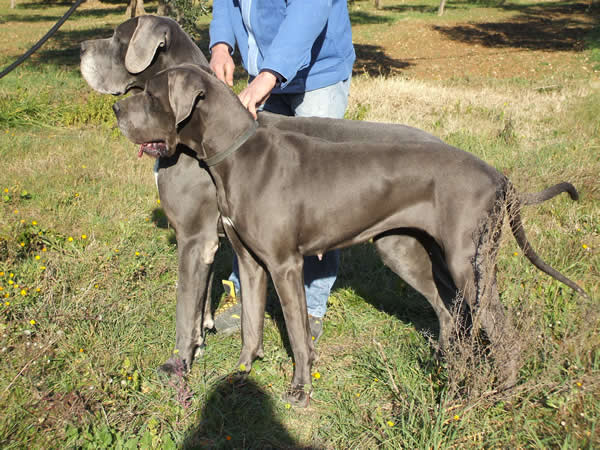
Coppia di alani dal mantello blu

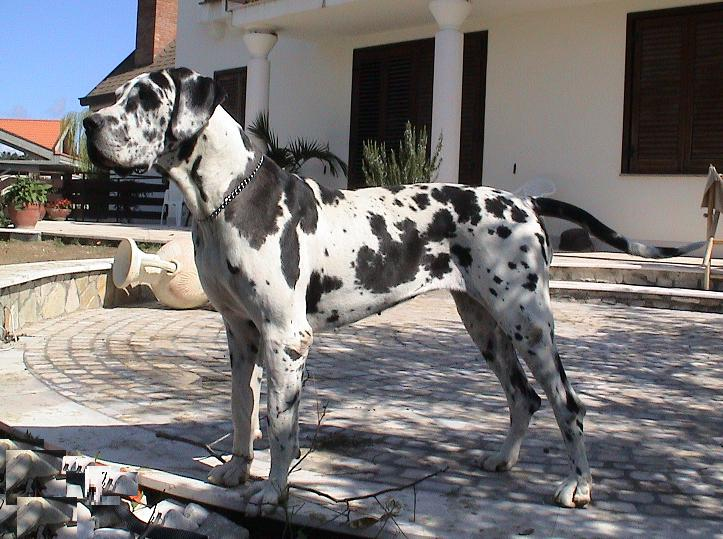
Il mantello corretto per un alano arlecchino

L'alano è allevato in tre varietà di colori distinti: fulvo e tigrato, arlecchino nero e platten, blu.
- Fulvo: mantello dal giallo-oro chiaro al giallo-oro intenso. È ricercata la maschera nera. Piccole macchie al petto e ai piedi sono indesiderate.
- Tigrato: colore del fondo dal giallo-oro chiaro al giallo-oro intenso con striature nere più regolari possibile e nettamente disegnate, che seguono la direzione delle costole; è ricercata la maschera nera. Piccole macchie al petto e ai piedi sono indesiderate.
- Arlecchino bianco e nero (detto un tempo Tigerdoggen): fondo del mantello bianco puro, quanto più possibile privo di moschettature, con macchie nero lacca dal contorno strappato di dimensioni varie e ben ripartite su tutta la superficie del corpo. Macchie parzialmente grigie o brune sono indesiderate.
- Nero: Nero lacca, sono ammesse macchie bianche. Fanno parte di questa varietà gli alani mantel tiger, nei quali il nero copre il tronco come un mantello, mentre il muso, il collo, il petto, il ventre e l'estremità della coda possono essere bianchi, così come gli alani platten nei quali il corpo è completamente bianco con testa nera.
- Blu: blu acciaio puro, sono ammesse macchie bianche al petto e ai piedi.
- Platten: corpo completamente bianco (sono possibili però macchie nere, più o meno grandi) con la testa, parzialmente o completamente, nera. Viene giudicato con i neri.
- Merle: mantello come l'arlecchino ma con il fondo completamente grigio (grigio arlecchinato) oppure parzialmente grigio con sfumature nere e bianche. Sono possibili macchie bianche e/o nere più o meno estese su tutto il corpo, in particolare esiste un mantello con lo stesso disegno del mantel tiger ma con il grigio a sfumature nere in luogo del nero lacca (grau tiger).

### Accoppiamenti consentiti tra le varietà di mantello
Nel 1976 entrò in vigore in Italia un regolamento proposto dalla Società italiana alani, il club specializzato della razza, per pianificare gli accoppiamenti tra le varietà di mantelli, ed evitare la nascita di cuccioli con colori "sbagliati". Da allora solo i cuccioli nati da varietà compatibili hanno diritto al pedigree.
Dal 2017 con una circolare l'enci su suggerimento della società italiana alani ha vietato per motivi di salute dovuti al gene "doppio merle" (MM) ("letal white") i seguenti accoppiamenti:
- arlecchino (M) x arlecchino (F)
- arlecchino (M) x merle (F)
- merle (M) x arlecchino (F)
- merle (M) x merle (F)

Questi sono gli accoppiamenti consentiti:
- Fulvi e Tigrati
- fulvo (M) × fulvo (F)
- fulvo (M) × tigrato (F)
- tigrato (M) × fulvo (F)
- tigrato (M) × tigrato (F)
- fulvo da tigrato e tigrato da fulvo in tutte le combinazioni di maschio e femmina
- Arlecchini e Neri
- arlecchino (M) × nero (F)
- nero (M) × arlecchino (F)
- arlecchino (M) × nero da arlecchino (F)
- nero da arlecchino (M) × arlecchino (F)
- nero da arlecchino (M) × nero (F)
- nero (M) × nero da arlecchino (F)
- nero da arlecchino (M) × nero da arlecchino (F)
- arlecchino da nero (M) × nero (F)
- nero (M) × arlecchino da nero (F)
- nero (M) × nero (F)
- Blu e Neri
- blu (M) × blu (F)
- blu (M) × nero (F)
- nero (M) × blu (F)
- blu da nero e nero da blu in tutte le combinazioni di maschio e femmina

#### Cosa nasce dagli accoppiamenti?
- tra fulvi nascono solo cuccioli fulvi.
- tra tigrati nascono tigrati o fulvi e tigrati.
- tra fulvo e tigrato nascono fulvi e tigrati, o raramente tutti fulvi o tutti tigrati.
- tra neri nascono solo cuccioli neri.
- tra un nero e un arlecchino possono nascere tutte le varietà del gruppo dell'arlecchino, tranne il bianco.
- tra un nero da arlecchino e un arlecchino possono nascere tutte le varietà del gruppo dell'arlecchino, tranne il bianco.
- tra un nero da arlecchino e un mantel tiger (o bianco nero) ci sono le stesse probabilità che tra due neri da arlecchino.
- tra un nero da arlecchino e un bianco nasceranno solo arlecchino o grigi arlecchinati (merle).
- tra due neri da arlecchino nasceranno solo neri, al massimo bianco-neri o mantel tiger.
- tra blu nascono solo cuccioli blu.
- tra blu e nero nascono cuccioli neri o blu e neri, o, caso raro, tutti blu.

#### I mantelli sbagliati
Colori di mantello non previsti dallo standard:

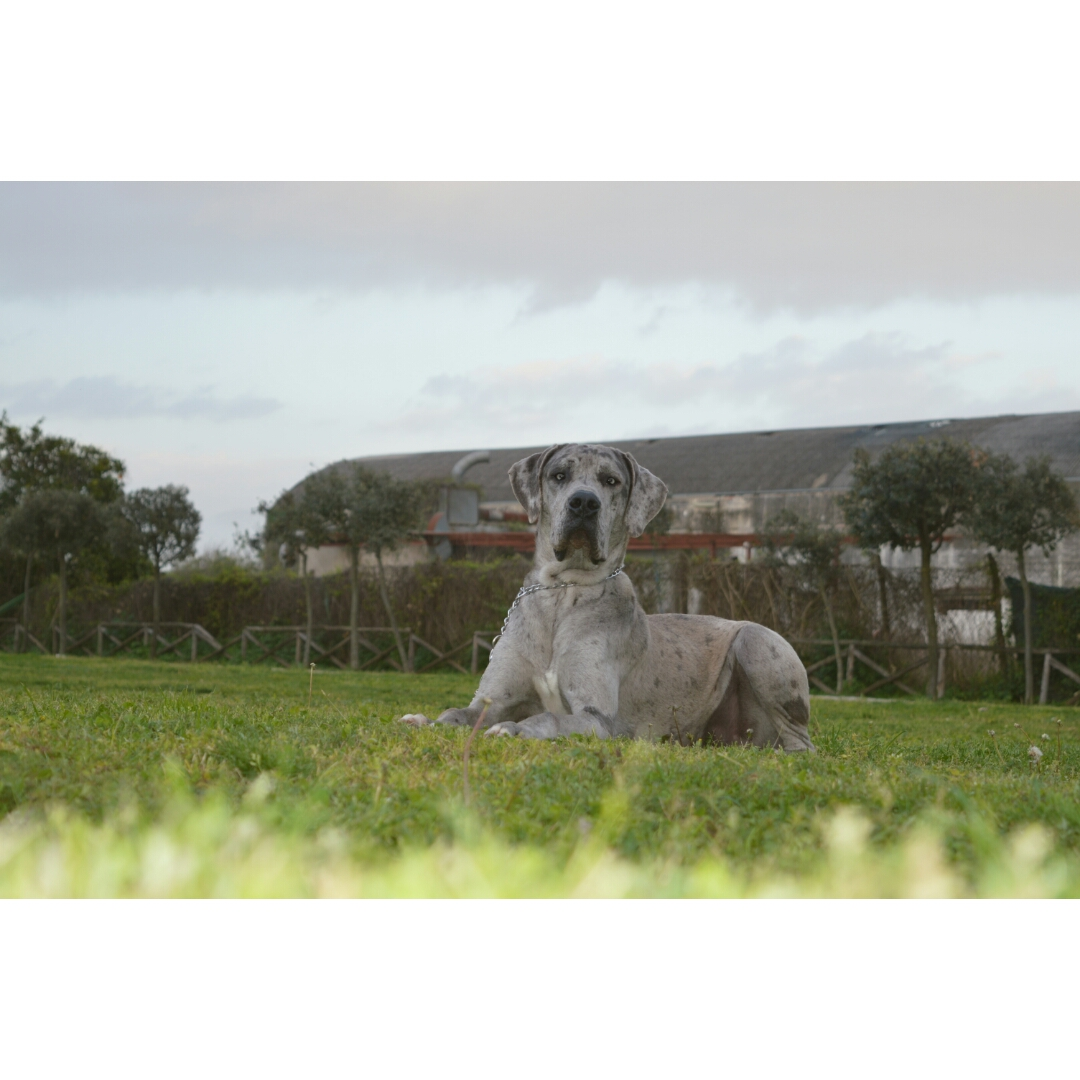
Alano dal mantello Merle

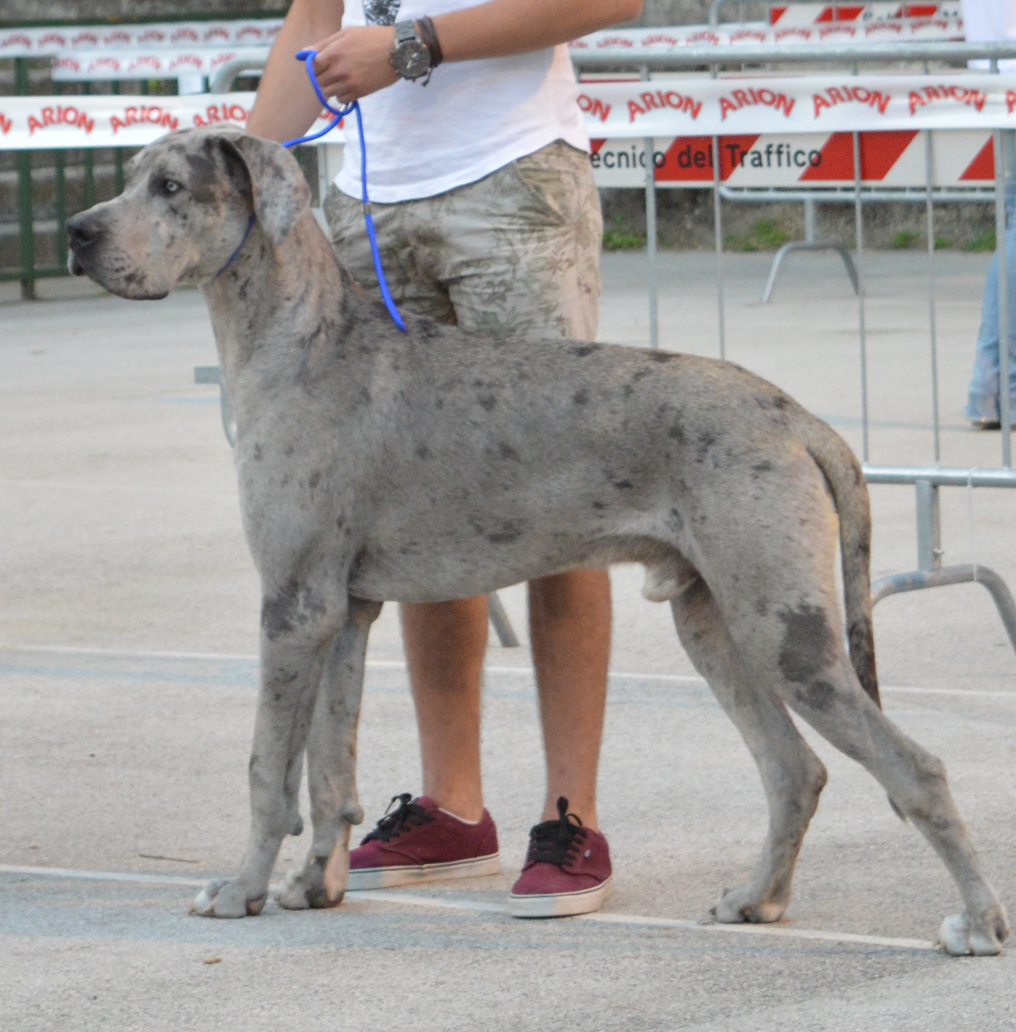
Alano dal mantello Merle

- grigio-tigrati: alani con il fondo grigio o blu con tigrature nere o di colore grigio scuro.
- albini: alani tutti bianchi o bianchi con pochissime macchie nere cosiddetti bianconi o pseudo-bianconi.

Alani con questi mantelli hanno diritto al pedigree ma sono esclusi dalla riproduzione.
Questi errori, sempre più rari, sono dovuti agli accoppiamenti tra tutte le varietà di mantello, permessi fino all'anno di entrata in vigore dello standard che li aboliva, ma i fratelli dal mantello corretto erano comunque portatori geneticamente di questi mantelli errati.
I merle, oggi sono ammessi alla riproduzione e considerati "in standard" e notevoli passi avanti sono stati fatti e si stanno facendo per riconoscere in pieno questo mantello senza essere penalizzato nelle Esposizioni E.N.C.I.
L'obiettivo è quello di equiparare questo mantello all'arlecchino oppure di formare una classe di colore per conto suo che si aggiungerebbe alle 5 già esistenti.

## Carattere e personalità
L'alano è un cane tranquillo, equilibrato, docile e molto socievole. Ha bisogno continuamente di affetto e di stare vicino al padrone, instaurando con lui un rapporto quasi morboso. Ama la compagnia e si intristisce se tenuto isolato. Al contrario di quello che può sembrare, vista la sua stazza, è un cane perfetto per la vita casalinga grazie al suo carattere docile; ad una lunga passeggiata, preferisce rimanere disteso su di un divano. Non ha bisogno di un addestramento particolare essendo molto intelligente e rapido nell'apprendimento, ma durante la giovinezza è consigliato impartirgli regole che gli permetteranno di non diventare troppo invadente e di gestire la sua mole. Sa essere anche aggressivo.

## Patologie dell'alano
L'alano è soggetto, come altri cani di grossa mole, alla displasia dell'anca, cardiopatie, malattie dell'occhio e torsione dello stomaco. Le prime due patologie sono evitabili se si rispettano le regole tra gli accoppiamenti e ovviamente se si escludono dalla riproduzione i portatori di tali patologie.

### Displasia dell'anca
La displasia dell'anca è un'anomalia dello sviluppo dell'articolazione che porta a conseguenze più o meno gravi fino a provocare la totale immobilità dell'animale. Il termine  "displasia" deriva dal greco e significa "formazione anormale": è un'anomalia dello sviluppo della articolazione coxo-femorale le cui conseguenze si manifestano durante il periodo post-natale. La patologia è caratterizzata da incongruenza delle superfici articolari aggravata dalla lassità dei legamenti di sostegno. I conseguenti movimenti anomali dell'articolazione provocano rimodellamento della testa del femore e dei margini dell'acetabolo accompagnati da erosione della cartilagine e neoformazioni ossee.

### Cardiopatie
L'alano, come tutte le razze di grossa mole è soggetto a cardiopatie.
Molte delle malattie cardiache del cane sono dovute a difetti congeniti. Anche alcune malattie parassitarie (filariosi, leishmaniosi) e infettive (piodermiti, metriti, broncopolmoniti, cimurro, parvovirosi) possono provocare danni al muscolo cardiaco, alterandone le funzionalità.
Le patologie cardiache passano spesso del tutto inosservate e non è raro che si manifestino con la morte improvvisa del cane.
Tra le più frequenti ricordiamo:
- Le cardiopatie congenite: sono cardiopatie conseguenti a malformazioni delle valvole o di altre strutture cardiache (persistenze del dotto arterioso di Botallo, stenosi polmonare e aortica, comunicazione interatriale o interventricolare, tetralogia di Fallot)
- La cardiomiopatia dilatativa: è caratterizzata da dilatazione cardiaca, riduzione dello spessore delle pareti del cuore e presenza di aritmie (extrasistoli e fibrillazioni). Anche in questa patologia non sono rare le morti improvvise del cane senza alcuna sintomatologia apparente che avrebbe potuto mettere in allarme il proprietario. Quando compare una sintomatologia, questa può essere caratterizzata da una maggiore facilità all'affaticamento e da dispnea moderata. Durante l'attività fisica si può manifestare anche perdita di coscienza (sincope). Progressivamente il cane dimagrisce e le sue condizioni fisiche peggiorano; compare anche la tosse prima sottosforzo, poi a riposo. La terapia è complessa e deve tenere sotto controllo l'insufficienza cardiaca. I farmaci devono essere dosati e personalizzati in base allo stadio evolutivo della patologia.

### Malattie dell'occhio

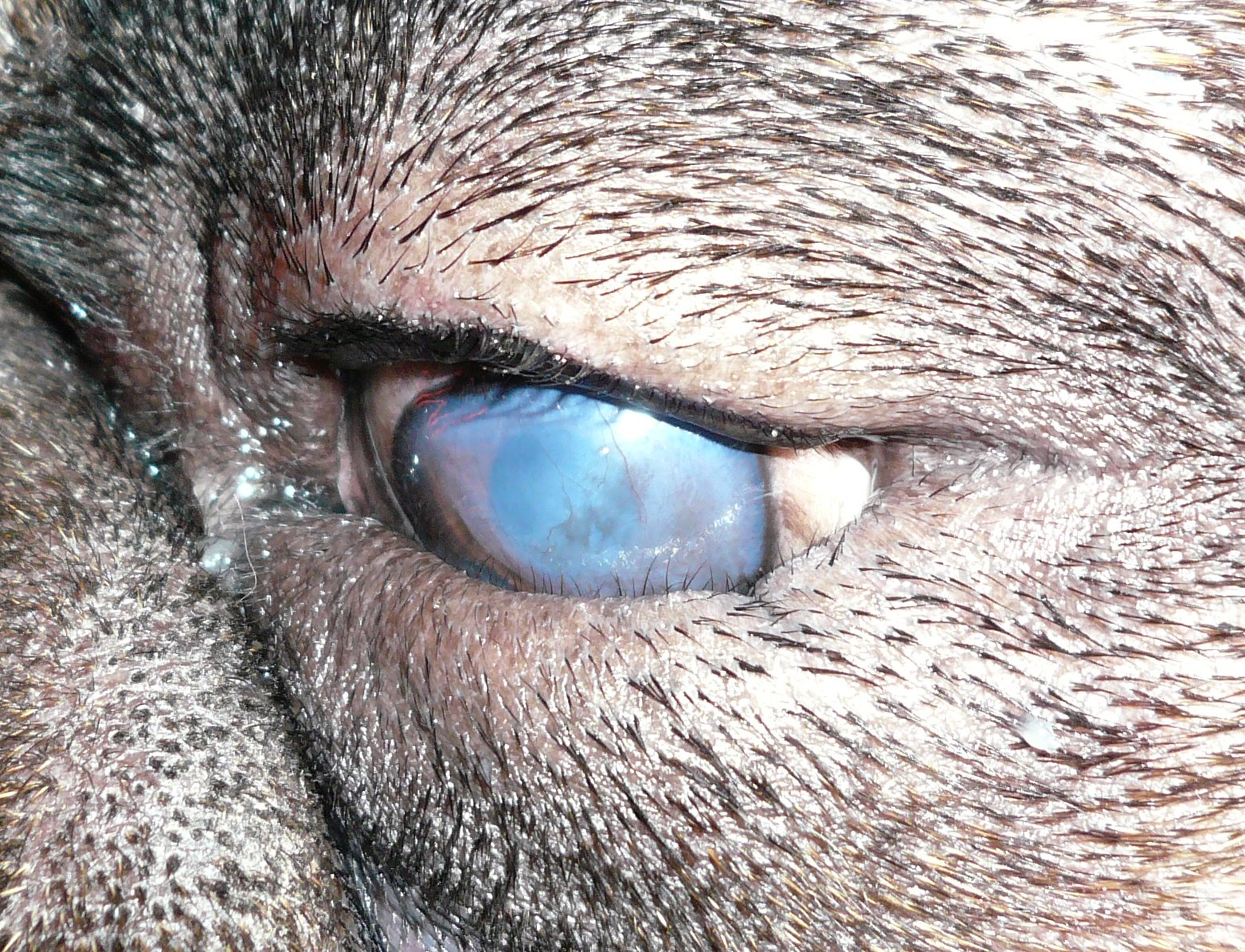
Entropion

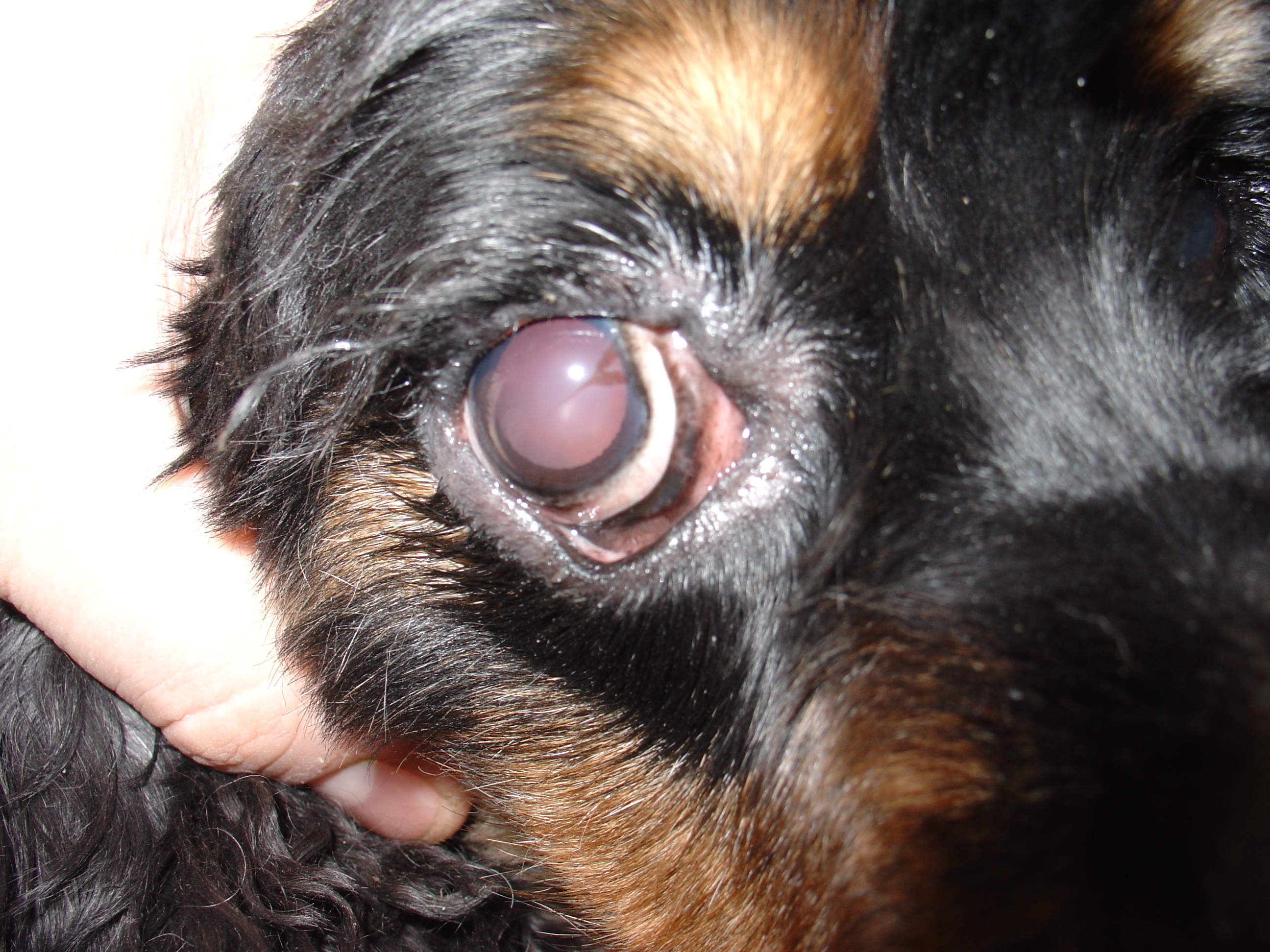
Ectropion

Le principali patologie dell'occhio che colpiscono l'alano sono:
- L'Entropion. L'entropion è il ripiegamento del margine della palpebra verso la cornea; solitamente è una patologia congenita ed ereditaria, soprattutto se compare nel cucciolo entro i sei mesi di età, ma può essere anche conseguenza di traumi, congiuntiviti, corpi estranei o lesioni, che provocano dolore e spasmo nei muscoli palpebrali. La terapia è chirurgica.
- L'Ectropion. Al contrario del precedente, l'ectropion è il rovesciamento verso l'esterno della palpebra inferiore, con esposizione della congiuntiva palpebrale all'azione irritante dell'aria e degli agenti esterni. Oltre all'alano l'ectropion colpisce molte altre razze con le guance pendenti e cute lassa come il mastino napoletano, il Sanbernardo, il Basset-Hound e Cocker Spaniel inglese. La terapia è chirurgica.
- La lesione della terza palpebra. La lesione della terza palpebra è una particolare forma di congiuntivite che colpisce la faccia interna della terza palpebra che è molto ricca di follicoli linfatici. In condizioni normali i follicoli svolgono l'importante funzione di tenere sotto controllo le lievi infezioni oculari. Se è però presente un'irritazione cronica i follicoli aumentano di volume e diventano essi stesso motivo di irritazione. La terapia è chirurgica.

### Torsione dello stomaco
La dilatazione e torsione dello stomaco è una situazione di estrema emergenza che colpisce maggiormente i cani di grossa mole: è una sindrome acuta caratterizzata da un esagerato accumulo di gas all'interno dello stomaco, provocato dalla torsione dello stomaco sul proprio asse. Predispongono alla torsione dello stomaco anche i pasti abbondanti somministrati una sola volta al giorno e ingeriti velocemente, lo strapazzo e l'eccitazione dopo aver mangiato, le bevute abbondanti.
A causa della torsione dello stomaco, il cardias e il piloro si chiudono e i gas, che derivano dalle fermentazioni dell'alimento, si accumulano all'interno della cavità gastrica. La conseguenza di ciò è un notevole e progressivo rigonfiamento dell'addome. Il cane manifesta agitazione, ansima e presenta conati di vomito che non sono seguiti da espulsione di materiale alimentare. Con il passare del tempo la sintomatologia si aggrava, la difficoltà respiratoria si accentua, il polso diventa debole. La morte può sopraggiungere in un paio d'ore dopo un'estrema sofferenza.
La terapia è chirurgica e si deve agire nel minor tempo possibile in quanto più il tempo passa e minori sono le possibilità di un esito operatorio positivo.

## Consigli
Molto importante per questa razza è l'alimentazione, soprattutto nel cucciolo. I primi mesi di vita sono importanti perché sono cani che hanno uno sviluppo di crescita imperioso e che quindi hanno bisogno, più di altre razze, di essere seguiti con attenzione, per permettere una crescita armoniosa e corretta; molto spesso se mal alimentati rischiano di deviare gli appiombi, sia posteriori che anteriori. Quindi è consigliabile rivolgersi spesso al proprio allevatore o al proprio veterinario, per verificare una eventuale crescita anomala della struttura ossea.
Per evitare tutte problematiche ossee in età adulta, notamente un'artrosi precoce, è fondamentale far praticare una radiografia verso i 5/6 mesi max d'età per poter intervenire su un'eventuale presenza di tendenza alla displasia delle anche, al di là dei 6 mesi è impossibile apportare delle cure per correggere l'anomalia.

## Nella cultura di massa
Numerosi sono gli Alani di fantasia, apparsi in film, fumetti e cartoni animati e capolavori della letteratura:
- Bendicò, nel celeberrimo romanzo Il Gattopardo di Tomasi di Lampedusa, è  un Alano. È bene precisare che, oltre ad essere fido compagno di Don Fabrizio, rappresenta anche la chiave di lettura del romanzo stesso: l'autore, in una lettera inedita, inviata dallo scrittore il 30 maggio del 1957 al suo amico, il barone Enrico Merlo di Tagliavia, ci suggerisce infatti questa interpretazione. Inoltre Luchino Visconti, nella sua fedelissima traduzione cinematografica del capolavoro, non ha trascurato neppure questo particolare, affidando la parte di Bendicò ad un Alano Fulvo.
- Scooby-Doo, con suo cugino un Alano Arlecchino, e suo nipote Scrappy Doo, sono alcuni dei personaggi del cartone animato "Scooby Doo" creato da Hanna-Barbera[8].
- Sansone, (Marmaduke), fumetti[9] è un Alano Fulvo personaggio principale della striscia a fumetti omonima, ideata dal fumettista statunitense Brad Anderson nel 1954.
- Brutus, Alano Fulvo protagonista del film Quattro bassotti per un danese di Walt Disney del 1966 (titolo originale The ugly dachshund).
- Ben, Alano apparso tra i protagonisti della fortunata serie manga iniziata con Ginga Nagareboshi Gin.
- Ivan il Terribile XXXII, cane da guardia della Contessa Serbelloni Mazzanti Viendalmare, apparso nel film Il secondo tragico Fantozzi.
- Gaetano, l'alano che parla con Renato Pozzetto ne La Casa Stregata.
- La regina dei cani nel film del 2003 Cani dall'altro mondo (titolo originale Good Boy!)[10].
- Danny, Alano Fulvo del film della Walt Disney La carica dei 101 del 1961.
- Ace, Alano dal colore nero del personaggio dei fumetti Bruce Wayne/Batman, recentemente rinominato Tito dal figlio Damian.
- Thor, Alano tedesco di Rubeus Hagrid, mago mezzogigante e guardiacaccia di Hogwarts.
- Einstein, Alano co-protagonista del film Disney Oliver & Company del 1988.